# Аклыч Тугушев
Алклыч Тугушев (1587 – 1637) — князь, чьё имя связано с историей России после взятия Казани Иваном Грозным, названный основатель Князь-Алклычевой сотни.

## Биография
Происходил из семейства Тугуш Девлет Бахтыева, служившего Ивану IV и его сыну Фёдору Ивановичу. После смерти отца унаследовал его вотчину в Свияжском уезде.
На валу возле деревни Мещеряково, по обеим сторонам дороги, идущей из Буинска в Ульяновск, стояли ворота в виде башни, и рядом располагалась ещё одна глухая башня, носившая название «Башня князя Алклычева».
Службу князя Тугуша продолжил его сын князь Алклыч, принимавший участие в событиях Смутного времени. Он был в числе отряда, посланного из Арзамаса в Рязань для изгнания
шаек Ивана Заруцкого из Рязанского края. Свияжский полк сыграл решающую роль в ходе сражения под Серебряным острогом (не путать с одноимённой битвой 1607 года). После Смуты и избрания на русский престол царя Михаила Федоровича Романова он в числе первых принес ему присягу. Вероятно, род князей Тугушевых, из-за отсутствия у Алклыча и Карамыша сыновей, пресекся, что подтверждается записью в документах Печатного приказа от 5 сентября 1637 г. о праве владения бортным ухожеем вдове князя Алклыча княгине Ксалтае.

## Тексты в первоисточниках
«Но княжеские их фамилия давно перевелись, удержав только одно имя, по которым число живущего в тех местах жителей по простонародству сотнями имеются ещё и поныне, как то князя Ишеева, князя Аклычева и проч.»
«Да за роздачею осталосъ порожней и примЪрной земли: 1) отъ Свіяжской засѣки, отъ князъ Аклычева башни, вверхъ по Свіягѣ рѣкѣ, до сухой Бирючевки и подлѣ мохового болота ― три тысячи шестьсотъ пятьдесятъ три четверти. 2) отъ Цивильскаго засѣчнаго городка, подлѣ Свіяжской засѣки до князь Аклычева башни ― тысяча пятьсотъ»